# دهستان حومه غربی (دشت آزادگان)
دهستان حومه غربی نام دهستانی در بخش مرکزی شهرستان دشت آزادگان، استان خوزستان در ایران است. براساس سرشماری مرکز آمار ایران در سال ۱۳۸۵، جمعیت آن ۶۹۱۷ نفر (۱۱۰۴ خانوار) بوده‌است.